# Saint-Christophe, Savoie
Saint-Christophe är en kommun i departementet Savoie i regionen Auvergne-Rhône-Alpes i sydöstra Frankrike. Kommunen ligger i kantonen Les Échelles som tillhör arrondissementet Chambéry. År 2022 hade Saint-Christophe 538 invånare.

## Befolkningsutveckling
Antalet invånare i kommunen Saint-Christophe
| Referens: INSEE |